# Avis

Avis är ett amerikanskt världsomspännande biluthyrningsföretag. Den första Avisbilen hyrdes ut på Detroits flygplats 1946 av grundaren Warren E. Avis (1915–2007). Fler Avis-kontor öppnades inom kort över hela USA. 2014 fanns Avis i fler än 165 länder med fler än 5 750 uthyrningskontor världen över. 
1966 öppnades det första Avis-kontoret i Sverige och 2012 fanns fler än 120 uthyrningskontor på ett 80-tal orter runtom i landet. "We try harder" är Avis slogan än idag.

## Källhänvisningar
1. ↑  ”Arkiverade kopian”. Arkiverad från originalet den 1 maj 2007. https://web.archive.org/web/20070501221155/http://www.aftonbladet.se/vss/bil/story/0,2789,1054080,00.html. Läst 16 maj 2007.
2. 1 2  ”Biluthyrning Sverige”. Arkiverad från Avis originalet den 3 januari 2012. https://web.archive.org/web/20120103003001/http://www.avis.se/hyrbil/Europa/Sverige. Läst 16 december 2011.